# Zuidelijke Boeg
De Zuidelijke Boeg (Oekraïens: Південний Буг, Pivdennyj Boeh) is een rivier in Oekraïne, die ontspringt in Podolië en na 853 km uitmondt in de Zwarte Zee. De rivier stroomt hoofdzakelijk in zuidoostelijke richting, parallel aan de grotere Dnjestr. In Oekraïne ontspringt ook een andere Boeg, die de Westelijke Boeg wordt genoemd en bekender is onder zijn Poolse naam, Bug. De Zuidelijke Boeg heette in de oudheid Hypanis.
De voornaamste steden aan de Zuidelijke Boeg zijn Vinnytsja en Mykolajiv, hoewel de laatste stad al aan de 48 kilometer lange Boeg-liman ligt die gezamenlijk met de liman van de Dnjepr de Dnjepr-Zuidelijke Boeg-liman vormt, om vervolgens uit te monden in de Zwarte Zee.
Vanwege de stroomversnellingen is de Boeg slechts over een klein gedeelte, namelijk vanaf Voznesensk, bevaarbaar.
- Gemeinsame Normdatei: 4280195-3
- Library of Congress Control Number: sh85069079
- Nationale Bibliotheek van Tsjechië: xx0122353
- Nationale Bibliotheek van Israël: 987007529375405171
- Système universitaire de documentation: 144108712
- Virtual International Authority File: 243109688